# Prelipca, Suceava
Prelipca este un sat ce aparține orașului Salcea din județul Suceava, Moldova, România.
Satul Prelipca este așezat în Podișul Dragomirnei, subunitate a Podișului Sucevei, într-o regiune climatică corespunzătoare dealurilor joase, la care se adaugă influențele scandinavo – baltice. Așezarea se găsește la aproximativ 20 km de municipiul reședință de județ – Suceava, pe malul stâng al râului Suceava. Accesul în localitate se face parcurgând DN 29, până în cartierul Salcea ( 12 km ) și de acolo pe un drum asfaltat, pe o distanță de 8 km. 
Satul Prelipca a fost atestat la 1828, într-un document cartografic, ca parte componentă a moșiei Salcea. Ulterior satul a făcut parte, începând cu anul 1875, din comuna Salcea. Din 2003, comuna Salcea, în urma unui referendum, a devenit așezare urbană. Celelalte foste sate ale comunei – Plopeni, Salcea și Văratec - au primit statutul de cartiere ale noului oraș, în timp ce Prelipca, a primit statutul de sat afiliat orașului. 
Populația, în număr de aproximativ 1275 de locuitori, este formată în totalitate din români, care, din punct de vedere religios, sunt creștini ortodocși, în proporție de 50 % și neoprotestanți ( Creștini după Evanghelie, penticostali, baptiști ) restul. 
În ceea ce privește aspectul economic, satul se încadrează, în prezent, în categoria așezărilor rurale cu funcții predominant agricole. Dacă în perioada de dinainte de 1989, aproximativ 70% din populația activă își desfășura activitatea în unitățile industriale din municipiul Suceava, după 1990, acest procent s-a redus drastic, coborând la aproximativ 1 %. Foștii muncitori au devenit fermieri și au continuat tradiția de cultivatori de legume. În prezent peste 98 % din populația activă se ocupă cu activități agricole, iar restul lucrează în sectorul terțiar. În localitate nu s-au creat alte locuri de muncă, nici măcar pentru activități conexe agriculturii. 
Aproximativ 65 % din segmentul populației cu vârstă cuprinsă între 18 – 30 de ani a emigrat în țările din Uniunea Europeană pentru a căuta un loc de muncă. Acest lucru s-a reflectat în nivelul de viață al multor familii care sunt ajutate de membrii plecați în străinăte. Astfel a început să crească numărul utilajelor agricole din sat (tractoare, remorci, semănători etc.), numărul caselor noi construite, obiectelor electro-casnice din gospodăriile populației și nu în ultimul rând numărul autoturismelor proprietate personală. 
Din punct de vedere al instruirii, persoanele de peste 60 de ani, care reprezintă 35 % din locuitorii satului, au absolvit învățământul gimnazial, persoanele cu vârstă cuprinsă între 35 și 60 de ani, cu o pondere de 45 % au ca pregătire școli profesionale și licee, segmentul de vârstă 15 – 35 de ani ce reprezintă 15 % au absolvit cursurile liceale, postliceale și universitare, restul populației urmează cursurile școlii din sat.

## Personalități notabile
- Mandache Leocov - botanist
- Ion Lungu - fost primar al municipiului Suceava